# Bilacunaria
Bilacunaria es un género de plantas fanerógamas  perteneciente a la familia de las anonáceas. Son nativas del suroeste de Asia y del Cáucaso. Comprende 4 especies descritas y aceptadas.

## Taxonomía
El género fue descrito por Pimenov & V.N.Tikhom. y publicado en Feddes Repertorium 94: 151. 1983.  La especie tipo es: Bilacunaria microcarpa (M.Bieb.) Pimenov & V.N.Tikhom.

## Especies
A continuación se brinda un listado de las especies del género Bilacunaria aceptadas hasta julio de 2013, ordenadas alfabéticamente. Para cada una se indica el nombre binomial seguido del autor, abreviado según las convenciones y usos.
- Bilacunaria boissieri (Reut. & Hausskn. ex Boiss.) Pimenov & V.N.Tikhom.
- Bilacunaria caspia (DC.) Pimenov & V.N.Tikhom.
- Bilacunaria microcarpa (M.Bieb.) Pimenov & V.N.Tikhom.
- Bilacunaria scabra (Fenzl) Pimenov & V.N.Tikhom.